# Васильченко Денис Сергійович
Денис Сергійович Васильченко (рос. Денис Сергеевич Васильченко; 25 листопада 1978, Ясна Поляна, РРФСР — 19 жовтня 2022, Суханове, Україна) — російський військовослужбовець, старший прапорщик ЗС РФ. Герой Російської Федерації.

## Біографія
Навчався у Яснополянській середній школі, а 1996 року закінчив Олексіївську середню загальноосвітню школу у сусідньому селі Алексієвка. Жив у Кандалакшському районі Мурманської області.
В грудні 1996 року був призваний у внутрішні війська в Чапаєвську. Через 2 роки звільнився в запас. У вересні 1999 року підписав контракт і вступив у внутрішні війська в Самарі, потім перевівся в 20-й загін спеціального призначення в Саратові. З грудня 1999 по лютий 2002 року брав участь в Другій чеченській війні. Пізніше підписав контракт з міністерством оборони, служив в 15-й окремій мотострілецькій бригаді, потім — у 27-й стрілецькій дивізії. В січні 2010 року переведений в Північний флот, служив торпедистом на підводних човнах «Ярославль» і «Калуга» в Полярному. Заочно здобув середню технічну освіту в філіалі Мурманського державного технічного університету і став техніком мінно-торпедної частини. В листопаді 2014 року списаний з підводного флоту за станом здоров'я і призначений в роту глибинної розвідки розвідувального батальйону 80-ї окремої мотострілецької бригади. З 5 березня 2022 року брав участь у вторгненні в Україну. Отримав осколкові поранення внаслідок попадання танкового снаряду на його позицію і невдовзі помер.
Був одружений, виховував двох синів. Старший син Іван проходив службу за контрактом у морській піхоті Чорноморського флоту. Після загибелі батька переведений в частину, в якій він служив. Молодший син Олександр на момент загибелі батька — курсант Рязанського повітряно-десантного командного училища.

## Нагороди
Отримав численні нагороди, серед яких:
- Медаль «За відзнаку в охороні громадського порядку» (6 вересня 2001)
- Медаль «За відвагу» (2 вересня 2022)
- Медаль «За відзнаку у військовій службі» 3-го ступеня (10 років)
- Медаль «За участь у військовому параді в День Перемоги»
- Георгіївський хрест 4-го ступеня (серпень 2022)
- Звання «Герой Російської Федерації» (17 січня 2023, посмертно) — «за мужність та героїзм, проявлені під час виконання військового обов'язку.» 20 лютого медаль «Золота зірка» була передана рідним Васильченка командувачем Північним флотом адміралом Олександром Мойсеєвим і губернатором Мурманської області Андрієм Чибісом.